# بنجامين موريل (مستكشف)
بنجامين موريل (بالإنجليزية: Benjamin Morrell)‏ هو مستكشف أمريكي، ولد في 5 يوليو 1795 في ري في الولايات المتحدة، وتوفي في 1839 في موزمبيق البرتغالية في الإمبراطورية البرتغالية.